# Liste der Kulturgüter in Malters
Die Liste der Kulturgüter in Malters enthält alle Objekte in der Gemeinde Malters im Kanton Luzern, die gemäss der Haager Konvention zum Schutz von Kulturgut bei bewaffneten Konflikten, dem Bundesgesetz vom 20. Juni 2014 über den Schutz der Kulturgüter bei bewaffneten Konflikten sowie der Verordnung vom 29. Oktober 2014 über den Schutz der Kulturgüter bei bewaffneten Konflikten unter Schutz stehen.
Objekte der Kategorien A und B sind vollständig in der Liste enthalten, Objekte der Kategorie C fehlen zurzeit (Stand: 1. Januar 2023). Unter übrige Baudenkmäler sind zusätzliche Objekte zu finden, die im kantonalen Denkmalverzeichnis verzeichnet und nicht bereits in der Liste der Kulturgüter enthalten sind.

## Kulturgüter
| Foto |                                                                                              | Objekt                                                            | Kat. | Typ | Standort                           | Beschreibung |
| ---- | -------------------------------------------------------------------------------------------- | ----------------------------------------------------------------- | ---- | --- | ---------------------------------- | ------------ |
| ja   | Datei hochladen · Wikidata zu Wallfahrtskapelle St. Jost in Blatten mit Kaplanei (Q29522428) | Wallfahrtskapelle St. Jost in Blatten mit Kaplanei KGS-Nr.: 03837 | A    | G   | Obersentimatt 1a.1 659720 / 210279 |              |
| ja   | Datei hochladen · Wikidata zu Katholische Kirche St. Martin (Q29785749)                      | Katholische Kirche St. Martin KGS-Nr.: 03838                      | B    | G   | Kirchrain 1.1 656600 / 209699      |              |

## Übrige Baudenkmäler
| ID   | Foto |                 | Objekt            | Typ | Standort                           | Beschreibung |
| ---- | ---- | --------------- | ----------------- | --- | ---------------------------------- | ------------ |
| 73b  |      | Datei hochladen | Speicher Gloggner | G   | Hof Rüti                           |              |
| 97e  | BW   | Datei hochladen | Kornspeicher      | G   | Buchenhalde 1.1 655545 / 211040    |              |
| 133  |      | Datei hochladen | Pächterhaus       | G   | Untertannenfels                    |              |
| 143  | ja   | Datei hochladen | Althus            | G   | Althaus N.N. 659835 / 210160       |              |
| 237  | ja   | Datei hochladen | Villa All’Aria    | G   | Hellbühlstrasse 12 656612 / 210091 |              |
| 292  |      | Datei hochladen | Pfarrhaus         | G   | Koordinaten fehlen! Hilf mit.      |              |
| 294b | ja   | Datei hochladen | St.-Ida-Kapelle   | G   | Luzernstrasse 58.1 656157 / 209745 |              |

Legende: Siehe Legende der Liste der Kulturgüter von nationaler und regionaler Bedeutung. Anstelle der KGS-Nummer wird als Objekt-Identifikator (ID) die Gebäudenummer im kantonalen Denkmalverzeichnis verwendet.